# Jean-René Lisnard
Jean-René Raymond Lisnard (ur. 25 września 1979 w Cannes) – tenisista reprezentujący Monako, a dawniej Francję, reprezentant Monako w Pucharze Davisa.

## Kariera tenisowa
Startując w gronie juniorów Lisnard osiągnął w 1997 roku finał US Open w grze podwójnej chłopców. Tworzył wówczas parę z Michaëlem Llodrą.
Jako zawodowy tenisista występował w latach 1997–2013.
Jako zawodowy tenisista 2 razy triumfował w turniejach o randze ATP Challenger Tour. W turniejach wielkoszlemowych najlepszym wynikiem Lisnarda jest awans do 3 rundy Australian Open 2005, gdzie po drodze wyeliminował Olivera Maracha i Sébastiena Grosjeana. Spotkanie o awans do dalszej części turnieju przegrał z Philippem Kohlschreiberem.
W 2007 i 2009 roku Lisnard zdobył po dwa złote medale w igrzyskach małych państw Europy (2 w grze pojedynczej i 2 w grze podwójnej).
Reprezentował w latach 2007–2013 Monako w Pucharze Davisa, rozgrywając 27 meczach, z których w 16 zwyciężył.
W rankingu singlowym Lisnard najwyżej był na 84. miejscu (27 stycznia 2003), a w klasyfikacji deblowej na 171. pozycji (10 września 2007).

### Zwycięstwa w turniejach ATP Challenger Tour w grze pojedynczej
| Końcowy wynik | Nr | Data             | Turniej    | Nawierzchnia | Przeciwnik         | Wynik finału  |
| ------------- | -- | ---------------- | ---------- | ------------ | ------------------ | ------------- |
| Zwycięzca     | 1. | 9 lipca 2000     | Montauban  | Ceglana      | Óscar Serrano      | 6:2, 6:0      |
| Zwycięzca     | 2. | 15 sierpnia 2004 | Petersburg | Ceglana      | Stanislas Wawrinka | 3:6, 7:5, 7:5 |